# Dżalil Dżahanszahi
Dżalil Dżahanszahi (pers. جلیل جهانشاهی) – irański zapaśnik w stylu wolnym.
Zdobył brązowy medal na igrzyskach azjatyckich w 1990 i mistrzostwach Azji w 1988 roku.